# 荆可棟
荆可栋，山西猗氏人，明朝末期政治人物、同進士出身。

## 生平
崇禎元年（1628年），登進士，授行人，后升任南京給事中，曾經上疏免本县逃故丁，并修築城防。